# حقوق الطفل
في حماية حقوق الأطفال ومناصرتها لمساعدتهم في تلبية احتياجاتهم الأساسية وتوسيع الفرص المتاحة لهم لبلوغ الحد الأقصى من طاقاتهم وقدراتهم. وتتضمن الاتفاقية 54 مادة، وبروتوكولان اختياريان. وهي توضّح بطريقة لا لَبْسَ فيها حقوق الإنسان الأساسية التي يجب أن يتمتع بها الأطفال في أي مكان ودون تمييز،  وهذه الحقوق هي: حق الطفل في البقاء، والتطور والنمو إلى أقصى حد، والحماية من التأثيرات المضرة، وسوء المعاملة والاستغلال، والمشاركة الكاملة في الأسرة، وفي الحياة الثقافية والاجتماعية.
وتتلخص مبادئ الاتفاقية الأساسية الأربعة في: عدم التمييز؛ تضافر الجهود من أجل المصلحة الفضلى للطفل؛ والحق في الحياة، والحق في البقاء، والحق في النماء؛ وحق الاحترام.

## المبررات

صبي يعمل "صبي ساعة" في شوارع ميريدا، المكسيك.

هناك مجموعة من قوانين حقوق الإنسان، والتي تتضمن كل من المعاهدات والقانون غير الملزم، سواء العامة أو الخاصة بالأطفال، والتي تعترف بالمتطلبات الخاصة للأطفال. نظرا لضعفهم وأهميتهم كجيل المستقبل، يحق لهم الحصول على معاملة خاصة عموما، وفي حالات الخطر يحصلون على الأولوية في تلقي المساعدة والحماية.
- جيني كوبر، القانون الدولي المتعلق بالأطفال المدنيين في النزاعات المسلحة (1997، مطبعة كلارندون).
ولأن الأطفال قاصرون بموجب القانون، لا يتمتع الأطفال بالحكم الذاتي أو الحق في اتخاذ القرارات بأنفسهم بأنفسهم في أي ولاية قضائية معروفة في العالم. وبدلاً من ذلك، فإن مقدمو الرعاية الكبار، بما في ذلك الآباء والأخصائيون الاجتماعيون والمعلمون والعمال الشباب وغيرهم، يتمتعون بهذه السلطة، علي حسب الظروف. يعتقد البعض أن هذه الحالة تعطي الأطفال سيطرة غير كافية على حياتهم وتسبب لهم الضعف. لقد ذهب لويس ألثسر إلى حد وصف هذه الآلية القانونية، على أنها «أجهزة الدولة القمعية».
وقد وصف المعلقون سياسة الحكومة أنها تخفي الطرق التي يسيء بها البالغون إلى الأطفال واستغلالهم، مما يؤدي إلى فقر الأطفال ونقص الفرص التعليمية وعمالة الأطفال. من وجهة النظر هذه، يجب اعتبار الأطفال فئة أقلية يحتاج المجتمع إلى إعادة النظرللطريقة التي يتصرف بها تجاههم.
عرف الباحثون الأطفال على أنهم بحاجة إلى الاعتراف بهم كمشاركين في المجتمع الذي يجب عليه الاعتراف بحقوقهم ومسؤولياتهم في جميع الأعمار.

## التعريفات التاريخية لحقوق الطفل
أقر السير وليام بلاكستون (1765-9) بثلاث واجبات أبوية للطفل: التربية والحماية والتعليم. في اللغة الحديثة، للطفل الحق في الحصول على هذه الحقوق من الآباء.
اعتمدت عصبة الأمم إعلان جنيف لحقوق الطفل (1924)، الذي أعلن حق الطفل في الحصول على متطلبات التنمية الطبيعية، وحق الطفل الجائع في التغذية، وحق الطفل المريض في تلقي الرعاية الصحية، وحق الأيتام في المأوى، والحق في الحماية من الاستغلال.
اعترف إعلان الأمم المتحدة العالمي لحقوق الإنسان (1948) في المادة 25 (2) بحاجة الأمومة والطفولة إلى «الحماية الخاصة والمساعدة» وحق جميع الأطفال في الحماية الاجتماعية.
اعتمدت الجمعية العامة للأمم المتحدة إعلان الأمم المتحدة لحقوق الطفل (1959)، الذي أعلن عشرة مبادئ لحماية حقوق الطفل، بما في ذلك عالمية الحقوق، والحق في الحماية الخاصة، والحق في الحماية من التمييز.
أصبح توافق الآراء بشأن تعريف حقوق الطفل أكثر وضوحًا في الخمسين سنة الماضية. ذكرت نشرة هيلاري كلينتون عام 1973 (التي كانت محامية في ذلك الوقت) أن حقوق الأطفال هي «شعار بحاجة إلى تعريف». ووفقاً لبعض الباحثين، فإن مفهوم حقوق الأطفال لا يزال غير محدد بشكل جيد، مع اقتراح واحد على الأقل بعدم وجود تعريف مقبول أو نظرية للحقوق التي يحملها الأطفال.
يُعرّف قانون حقوق الطفل بأنه النقطة التي يتقاطع فيها القانون مع حياة الطفل. ويشمل ذلك جنح الأحداث، ومراعاة الأصول القانونية للأطفال المشتركين في نظام العدالة الجنائية، والتمثيل المناسب، وخدمات إعادة التأهيل الفعالة، ورعاية وحماية الأطفال من قبل الدولة، ضمان التعليم لجميع الأطفال بغض النظر عن العرق أو الجنس أو التوجه الجنسي أو الهوية الجنسية أو الأصل القومي أو الدين أو الإعاقة أو اللون أو العرق أو الخصائص الأخرى والرعاية الصحية.

## حماية حقوق الطفل وتحقيقها
تنطبق حقوق الإنسان على جميع الفئات العمرية، وللأطفال حق التمتع بنفس حقوق البالغين. غير أنهم ضعفاء ولذلك ينبغي وضع حقوق مميزة تعترف باحتياجهم للحماية الخاصة.

### حقوق الطفل في ظل الإطار العام لحقوق الإنسان
وضعت اتفاقية حقوق الطفل معاييراً ينبغي إعمالها من أجل تطور ونماء الأطفال إلى أقصى حد، وتخليصهم من ربقة الجوع والفاقة والإهمال وسوء المعاملة. وتعكس الاتفاقية رؤية جديدة للطفل. فالطفل ليس ملكاً لوالديه بقدر ما أنه ليس مادة يتصدق بها. بل هو كائن حي يتمتع بحقوق. وتعكس الاتفاقية رؤية جديدة للطفل تتمثل باعتباره فرداً مستقلاً ينتمي إلى أسرة ومجتمع يتمتع بحقوق وعليه واجبات تتلاءم مع سنه ومرحلة نماءه. ومن خلال هذا المنظور شددت الاتفاقية على أهمية التركيز على الطفل ككل. وساهمت الاتفاقية وقيام العديد من البلدان بالتصديق عليها إلى تعزيز الاعتراف بالكرامة الإنسانية الأساسية لجميع الأطفال وأكدت على ضرورة ضمان رفاهيتهم ونماءهم. وتنص الاتفاقية بوضوح على مبدأ تمتع جميع الأطفال بنوعية جيدة من المعيشة كحق لهم وليس امتيازا يتمتع به قلة منهم.

## البروتوكولات الاختيارية لإتفاقية حقوق الطفل
اتفاقية حقوق الطفل هي مجموعة من المعايير والالتزامات غير القابلة للتفاوض، تمت الموافقة عليها عالمياً، وتوّفر الحماية والدعم لحقوق الأطفال. وباعتماده لهذه الاتفاقية، أقرّ المجتمع الدولي بحاجة من هم دون الثامنة عشر إلى رعاية خاصة وحماية لا يحتاجها الكبار. ولدعم القضاء على سوء المعاملة والاستغلال المنتشرين بصورة متزايدة في أنحاء العالم اعتمدت الجمعية العامة في عام 2000 البروتوكولان الاختياريان الملحقان بالاتفاقية والمتعلقان بحماية الأطفال من الاستغلال الجنسي والمشاركة في الصراع المسلح. يحدد البروتوكول الاختياري الخاص بعدم مشاركة الأطفال في النزاعات المسلحة سن الثامنة عشر كحد أدنى للتجنيد القسري. ويطالب الدول ببذل أقصى طاقاتها لحظر من هم دون الثامنة عشر من الاشتراك اشتراكا مباشراً في النشاطات العدائية.ويشدد البروتوكول الاختياري المتعلق بالإتجار في الأطفال، وبغاء الأطفال واستخدام الأطفال في المواد والعروض الإباحية؛ على ضرورة تجريم هذة الانتهاكات الخطيرة لحقوق الطفل ويركز على أهمية زيادة الوعي العام والتعاون الدولي في الجهود الرامية لمكافحة تلك الانتهاكات.

## مضمون حقوق الطفل

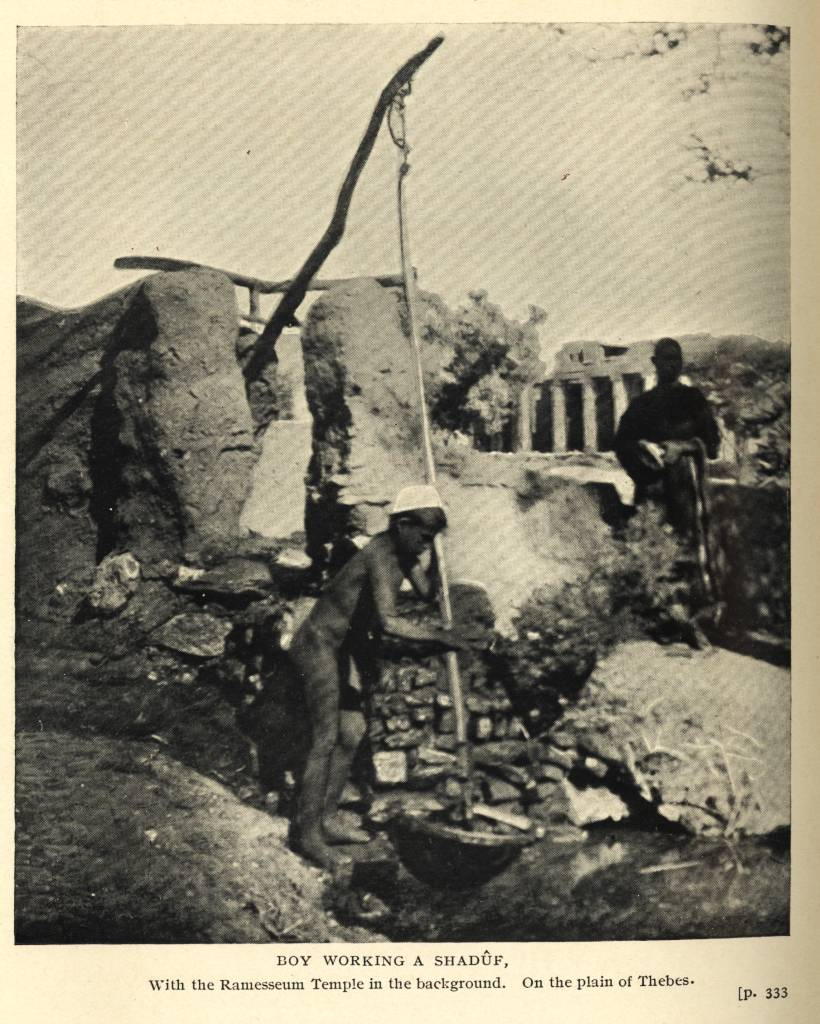
طفل مصري يعمل في الزراعة تعود لعام 1911

جعل مصلحة الطفل فوق كل اعتبار وذات اولوية وافضلية في جميع الظروف ومهما كانت مصالح الآخرين، لتمكين الطفل من التمتع بطفولة سعيدة ينعم فيها، ويكون محميا من جميع الجهات ولديه الحقوق التي تؤمن له حياة سعيده، لخيره وخير المجتمع، وهي ما يلي:
- أولاً:--

يجب أن يتمتع الطفل بجميع الحقوق المقررة في هذا الإعلان. ولكل طفل بلا استثناء الحق في أن يتمتع بهذه الحقوق دون أي تفريق أو تمييز بسبب اللون أو الجنس أو الدين، أو الأصل القومي أو الاجتماعي، أو الثروة، أو النسب أو أي وضع آخر يكون له أو لأسرته.
- ثانيا:-

يجب أن يتمتع الطفل بحماية خاصة وأن تمنح له الفرص والتسهيلات اللازمة لنموه الجسمي والعقلي والخلقي والروحي والاجتماعي نموا طبيعيا سليما في جو من الحرية والكرامة.
- ثالثا:-

للطفل حق في اسم وجنسية وهوية: أي من حق الطفل أن يسجل في دفتر الحالة المدنية باسم خاص به ونسب حتى يتمتع بحقوق عديدة مثل التلقيح والتمدرس والحصول على كل الوثائق الضرورية كالبطاقة الوطنية كي يتوفر الطفل على الحماية القانونية وتجعله مواطنا (له حق في الإنتخاب، والشغل، إلخ)
- رابعا:-

يجب أن يتمتع الطفل بفوائد الضمان الاجتماعي وأن يكون مؤهلا للنمو الصحي السليم. وعلى هذه الغاية، يجب أن يحاط هو وأمه بالعناية والحماية الخاصتين اللازمتين قبل الوضع وبعده. وللطفل حق في قدر كاف من الغذاء والمأوى واللهو والخدمات الطبية.
- خامسا:-

يجب أن يحاط الطفل المعاق جسميا أو عقليا أو المقصي اجتماعيا بالمعالجة والتربية والعناية الخاصة التي تقتضيها حالته.
- سادسا:-

يحتاج الطفل لكي ينعم بشخصية سليمة إلى الحب والتفهم. ولذلك يجب أن تتم نشأته برعاية والديه وفي ظل مسؤوليتهما، في جو يسوده الحنان والأمن المعنوي والمادي فلا يجوز إلا في بعض الظروف، فصل الطفل الصغير عن أمه. ويجب على المجتمع والسلطات العامة تقديم عناية خاصة للأطفال المحرومين من الأسرة وأولئك المفتقرين إلي كفاف العيش.
- سابعا:-

للطفل حق في تلقي التعليم، الذي يجب أن يكون مجانيا وإلزاميا، في مراحله الابتدائية علي الأقل، وتقع هذه المسؤولية بالدرجة الأولى على أبويه. ويجب أن تتاح للطفل جميع الظروف المناسبة لتعليم، يجب أن يكون الطفل بين أوائل المتمتعين بالحماية والإغاثة.
- ثامنا:-

يجب أن يتمتع الطفل بالحماية من جميع صور الإهمال والقسوة والاستغلال.ولا يجوز استخدام الطفل قبل بلوغه سن الرشد. ويحظر في جميع الأحوال حمله على العمل أو تركه يعمل في أية مهنة أو صنعة تؤذي صحته أو تعليمه أو تعرقل نموه الجسمي أو العقلي أو الخلقي.
- تاسعا:-

يجب أن يحاط الطفل بالحماية من جميع الممارسات التي قد تضر به كالتمييز العنصري أو الديني أو أي شكل آخر من أشكال التمييز، وأن يربى على روح التفهم والتسامح، والصداقة بين الشعوب، والسلم والأخوة العالمية.

## القانون الدولي لحقوق الإنسان
يُعتبر الإعلان العالمي لحقوق الإنسان أساس جميع المعايير القانونية العالمية لحقوق الطفل اليوم، وتوجد عدة اتفاقيات وقوانين تخاطب حقوق الطفل حول العالم.

### الميثاق العالمي للحقوق المدنية والسياسية
تبنّت الأمم المتحدة الميثاق العالمي للحقوق المدنية والسياسية (ICCPR) عام 1966، وقد صدّقت جميع أُمَم الكرة الأرضية تقريباً على هذا الميثاق متعدد الجوانب أو انضمت إليه، أي أنها أصبحت مُطالبة بإيفاء وفرض الحقوق التي عبّر عنها هذا الميثاق، والتي تُعتبر عالمية تنطبق على الجميع دون استثناء، بما في ذلك الأطفال، بيد أنهم رغم امتلاكهم جميع الحقوق، لن تتفعّل بعض حقوقهم، مثل الحق بالزواج أو الاقتراع، حتى يصلوا للسن القانوني.
ومن الحقوق العامة التي تنطبق على الأطفال:
- الحق في الحياة
- الحق بالحماية
- حق التحرر من العذاب
- حق التحرر من المعاملة أو العقاب القاسيَين، أو اللاإنسانيين أو المذلّين
- حق الانفصال عن البالغين إذا اتّهموا بجريمة ما، والحق بالتحكيم السريع، والحصول على معاملة ملائمة لأعمارهم[21]

وتنظم المادة 24 حق الطفل بحماية خاصة لكونه قاصراً شرعياً، وحقه في الحصول على اسم، وحقه في الحصول على جنسية.

### إعلان فيينا وبرنامج العمل
يحث إعلان فيينا وبرنامج العمل، في الفقرة 47 من القسم الثاني، جميع الأمم على أخذ التدابير للحد الأقصى من مواردها المتوفرة، مع دعم التعاون الدولي، لتحقيق الأهداف المرسومة في خطة عمل القمة العالمية، ويدعو الدول لدمج اتفاقية حقوق الطفل بخطط أعمالهم الوطنية.
ومن خلال خطط العمل الوطنية هذه والجهود الدولية، ينبغي تخصيص أولوية معينة لخفض معدلات الوفيات من الأطفال والأمهات، وإتاحة مياه الشرب الآمنة والتعليم الأساسي، وعند الحاجة يجب أن تُصمم خطط العمل الوطنية لمكافحة حالات الطوارئ الناتجة عن الكوراث الطبيعية والنزاعات المسلحة، والمشكلة الفادحة للأطفال الواقعين في فقر مُدقع.
كما تنبغي مكافحة استغلال الأطفال وانتهاكهم بشكل فعال، بما يتضمن استهداف الأسباب الجذرية الكامنة وراء ذلك، بالإضافة إلى اتخاذ تدابير ضد قتل الرضّع الإناث، وعمالة الأطفال المؤذية، وبيع الأطفال وأعضائهم، ودعارة الأطفال وإباحيتهم، والأشكال الأخرى من الانتهاك الجنسي.

### التطبيق
توجد العديد من منظمات وآليات التطبيق لضمان حقوق الأطفال، بما يتضمن اللجنة السياسية لحقوق الطفل التابعة لجلسة الجمعية العامة للأمم المحدة الخاصة بهذه الشريحة، والتي أُنشئت لتعزيز التطبيق والمطاوعة الكاملين لاتفاقية حقوق الطفل، ولضمان إعطاء هذه الحقوق الأولوية أثناء الجلسة المذكورة ومرحلتها التحضيرية.
أُنشئ مجلس الأمم المتحدة لحقوق الإنسان على أمل أن يكون أكثر موضوعية، وموثوقية وفعالية في استنكار انتهاكات حقوق الإنسان حول العالم من مفوضية حقوق الإنسان المُسيّسة للغاية.
من جهة أخرى تشكل ائتلاف المنظمات غير الحكومية التابع لاتفاقية حقوق الطفل أساساً عام 1983، وذلك من أجل تسهيل تطبيق اتفاقية الأمم المتحدة هذه.

## القانون الوطني
تمتلك العديد من الدول حول العالم مرشدين لحقوق الطفل أو مفوّضين للأطفال تكمن مهمتهم الرسمية والحكومية في تمثيل مصالح عامة الشعب، من خلال تحرّي الشكاوى التي أبلغ عنها مواطنون فيما يخص حقوق الطفل، والسعي لمعالجتها، كما يمكن أن يعمل مرشدو الأطفال لصالح أي شركة، أو جريدة، أو منظمة غير حكومية، أو حتى لعامة الشعب.

### قانون الولايات المتحدة الأمريكية
وقّعت الولايات المتحدة الأمريكية على اتفاقية حقوق الطفل، ولكنها لم تصدق عليها، وكنتيجة لذلك لم تُطبّق حقوق الطفل بشكل ممنهج في هذا البلد.
يُعطى الأطفال عموماً الحقوق الأساسية التي نظمها دستور البلاد، كما فرض التعديل الرابع عشر عليه، والذي ينطبق بند الحماية المتساوية فيه على الأطفال سواءً المولودين منهم ضمن زواج أو بدونه، ولكنه يستثني الأطفال غير المولودين بعد.
وفيما يخص بعض القضايا القانونية، حكمت المحكمة الدستورية العليا الأمريكية في قضية روبر ضد سيمونز بعدم إعدام الأشخاص المرتكبين لجرائم بعمر تحت الثامنة عشرة، لأن ذلك يُعد عقاباً وحشياً وغير اعتيادي، فينتهك بالتالي التعديل الثامن على دستور البلاد.
كما تهتم الولايات المتحدة الأمريكية بأمور أخرى تتعلق بحقوق الطفل، فمثلاً تُعنى الأكاديمية الأمريكية لوكلاء التبني بحق الطفل في التمتع ببنية عائلية آمنة، وداعمة ومستقرة، وتُصرّح بموقفها من حقوق الطفل في حالات التبنّي بأن «الأطفال يمتلكون حرية مشرعة دستورياً بحماية عائلاتهم المؤسّسة، والتمتع بحقوق تتساوى على الأقل، ونعتقد شخصياً بأنها تفوق، حقوق الآخرين الذين يُبدون اهتماماً بـ (امتلاك) هؤلاء الأطفال،» ومن القضايا الأخرى المطروحة في الدفاع عن حقوق الطفل في أمريكا، حق الأطفال بالميراث في الزيجات متماثلة الجنس، وحقوقاً معينة لليافعين.